# Hearat Shulayim
Hearat Shulayim (hebräisch הערת שוליים), internationaler Titel Footnote, ist eine israelische Filmkomödie von Joseph Cedar aus dem Jahr 2011.

## Handlung
Professor Eliezer Shkolnik beschäftigt sich wie sein Sohn Uriel mit Talmudstudien an der Hebräischen Universität Jerusalem. Im Gegensatz zu seinem Sohn, der beliebt ist, rege publiziert und immer wieder auch Auszeichnungen erhält, hatte Eliezer über viele Jahre an seinem Lebenswerk gearbeitet und nicht publiziert. Seine Entdeckung nach vielen Jahren akribischer Forschung sollte in einer großen Publikation münden. Kollege Yehuda Grossmann durchkreuzte die Pläne und veröffentlichte Eliezers Entdeckung basierend auf eigenen Erkenntnissen kurz vor dessen geplanter Publikation selbst. Auch wenn Eliezer auf seinem Gebiet als Experte gilt, erholte er sich von diesem Rückschlag nie ganz. Den Israel-Preis, auf den er jedes Jahr hofft, hat er noch nie bekommen, obwohl er seit 16 Jahren immer nominiert war. Da Intimfeind Grossmann in der Jury sitzt, wird Eliezer den Preis auch nie bekommen – Grund genug für Eliezer, seit Jahren die Preisträger öffentlich als Scharlatane und Nichtskönner zu beschimpfen und sich selbst misanthropisch zurückzuziehen. Auch das Verhältnis zu Sohn Uriel verschlechtert sich, sieht Eliezer jeden Erfolg des inzwischen selbst als Professor lehrenden Uriel als Affront gegen sich an.
Eines Tages erhält Eliezer einen Anruf vom Erziehungsministerium, dass er in diesem Jahr den Israel-Preis erhalten wird. Eliezer ist überrascht und erfreut und auch der Rest der Familie zeigt sich nach anfänglicher Zurückhaltung erleichtert, dass das Lebenswerk des Ehemanns und Vaters nun doch noch anerkannt wird. Uriel wiederum wird – nachdem auch die Zeitung Hareetz die Verleihung an Eliezer bekanntgegeben hat – ins Ministerium gebeten. Durch eine Verwechslung habe man Eliezer am Telefon vom Preiserhalt berichtet und nicht dem eigentlichen Preisträger – Uriel. Uriel ist verblüfft, macht jedoch nach kurzer Zeit klar, dass man Eliezer den Preis nicht rückwirkend wieder wegnehmen könne. Dies würde ihn umbringen. Als Grossmann auf einer Auszeichnung Uriels besteht, wird dieser laut und bezichtigt Grossmann, seinen Vater nur aufgrund persönlicher Animositäten nie den Preis verliehen zu haben. Er wisse, dass Eliezer seit 16 Jahren nominiert war, da er ihn selbst jährlich vorgeschlagen habe. Der Streit wird handgreiflich. Am Ende willigt Uriel ein, seinem Vater vom Fehler zu berichten, ändert seine Meinung jedoch, als er Eliezer mit Kollegen die Auszeichnung feiern sieht. Im persönlichen Gespräch mit Grossmann macht Uriel deutlich, dass eine Aberkennung des Preises nicht zuletzt zu einem endgültigen Bruch zwischen ihm und seinem Vater führen würde. Grossmann willigt schließlich ein, Eliezer auszuzeichnen, stellt jedoch zwei Bedingungen: Uriel muss die Auszeichnungsbegründung der Jury schreiben, sei Eliezers einziges Vermächtnis doch, dass er in einer Fußnote eines Werks seines Lehrers Feinstein genannt werde. Zudem könne Uriel beim Verzicht auf die Auszeichnung nie selbst mit dem Israel-Preis ausgezeichnet werden. Uriel stimmt den Bedingungen zu.
Er schreibt die Jurybegründung, die ihm schwerfällt. Eliezer gibt unterdessen Hareetz ein Interview, in dem er vor allem die wissenschaftliche Arbeit seines Sohnes als oberflächlich kritisiert und ihnen das Recht, „Talmudstudien“ genannt zu werden, abspricht. Uriel ist empört und lässt seine schlechte Laune an Studenten, seiner Frau und seinem Sohn aus. Während einer Theateraufführung gesteht er schließlich seiner Mutter, dass eigentlich er den Preis erhalten sollte, trotz Verwechslung jedoch auf der Auszeichnung seines Vaters bestanden habe. Seine Mutter leidet nun im Stillen mit ihm, verrät jedoch nichts. Eliezer erkennt unterdessen, dass die Jurybegründung in einer merkwürdigen Kombination das Wort מְצוּדָה (Hochburg) verwendet, das immer wieder in Schriften seines Sohnes erscheint. Grossmann, der die Jurybegründung unterschrieben hat, verwendet es jedoch nie. Auch andere Wortkombinationen verweisen darauf, dass Uriel der Verfasser der Jurybegründung ist. Zudem bemerkt Eliezer, dass beim Telefonat mit dem Erziehungsminister nie sein Vorname genannt wurde. Ein zwangloses Treffen im Vorfeld der Verleihung, auf das die Ministerin verwies, bezieht sich auf eine Konferenz, auf der Uriel reden sollte. Eliezer ist konsterniert, verfolgt den Tag der Verleihung sprachlos, lässt die Generalprobe im International Convention Center Jerusalem wortlos über sich ergehen und wartet schließlich angespannt mit den anderen Preisträgern hinter der Bühne, während die Verleihungszeremonie beginnt.

## Produktion und Veröffentlichung

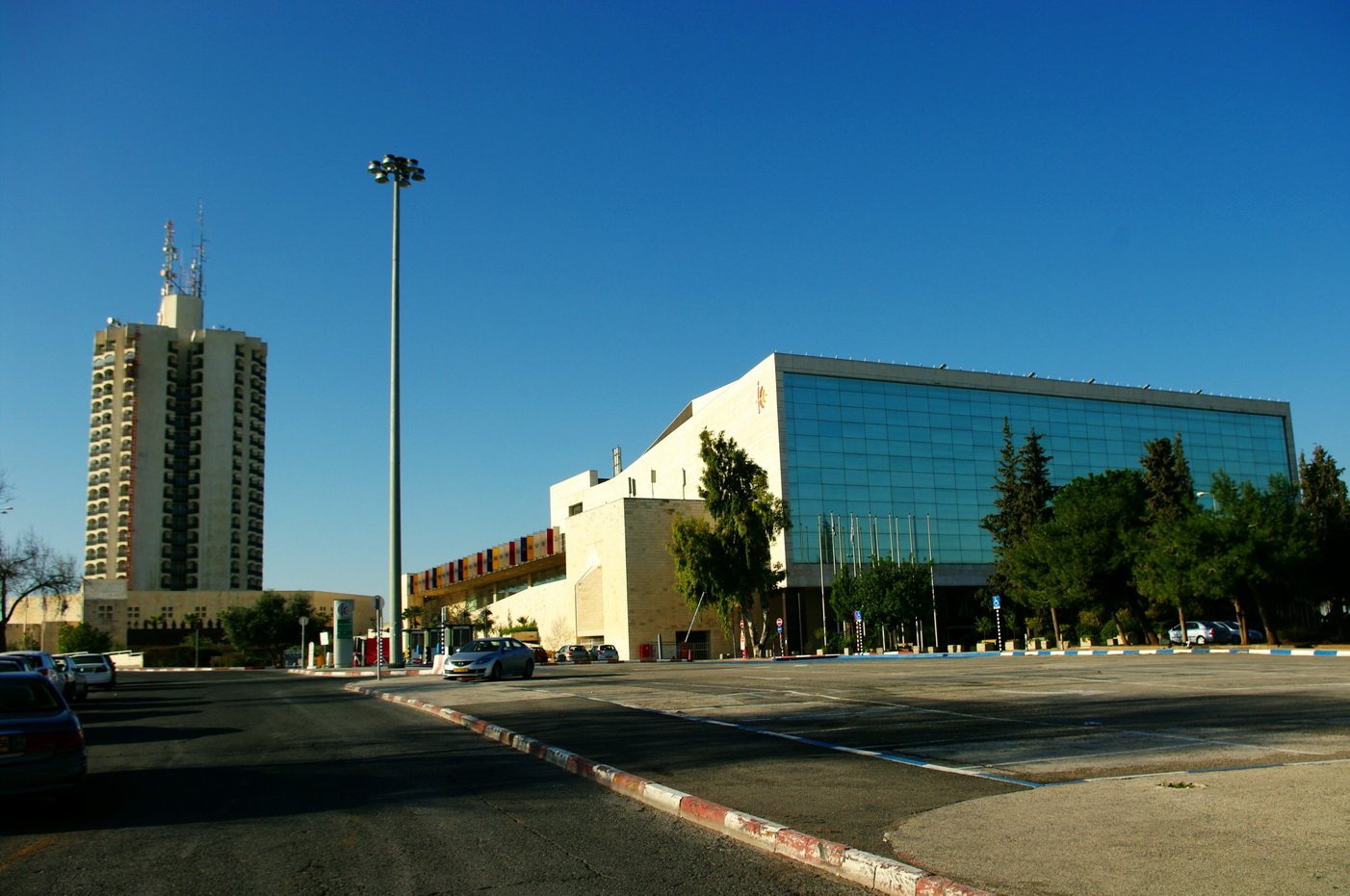
International Convention Center Jerusalem, ein Drehort des Films

Hearat Shulayim war der vierte Spielfilm von Regisseur Joseph Cedar. Cedar studierte Philosophie und Theatergeschichte an der Hebräischen Universität Jerusalem; sein Vater ist der Israel-Preisträger Howard Cedar. Cedar gab an, dass die Filmidee auf etwas basiert, das ihm selbst beinahe zugestoßen wäre („It is remotely based on something that almost happened to me“) und dass er sich im Film ausmalte, wie sich die Situation weiterentwickelt hätte. Das Institut für Talmudforschung der Hebräischen Universität Jerusalem sei wiederum ein „bemerkenswerter Ort“, voller Rivalität zwischen Professoren, die wiederum sehr exzentrisch seien, sodass er sich in jeden einzelnen von ihnen verliebt habe und sie zum Mittelpunkt seines Films machte.
Hearat Shulayim wurde in Jerusalem gedreht. Als Drehorte dienten unter anderem das International Convention Center Jerusalem und die Hebräische Universität Jerusalem. Die Kostüme schuf Laura Sheim, die Filmbauten stammten von Arad Sawat. An der Finanzierung des Films beteiligten sich unter anderem der Israel Film Fund, der Jerusalem Film and Television Fund und die Avi-Chai-Stiftung. Der Film markierte nach langer Abstinenz die Rückkehr von Shlomo Bar-Aba auf die Kinoleinwand; sein letzter Kinofilm Kvalim stammt aus dem Jahr 1992.
Der Film erlebte am 14. Mai 2011 im Rahmen der Internationalen Filmfestspiele von Cannes seine Premiere. In Israel lief er am 25. Mai 2011 in den Kinos an. In Deutschland wurde der Film auf Festivals gezeigt, darunter 2013 im Rahmen der 4. Jüdischen Filmtage München.
In Frankreich erschien innerhalb der Reihe Blaq out collection eine DVD in hebräischer und französischer Sprache mit franz. Untertiteln für Hörbehinderte.

## Auszeichnungen (Auswahl)
Der Film gewann 14 Filmpreise und wurde für 9 weitere nominiert. Joseph Cedar erhielt in Cannes 2011 den Preis für das Beste Drehbuch. Hearat Shulayim lief zudem im Wettbewerb um die Goldene Palme. Der Film erhielt 2011 insgesamt zehn Ophir Awards und war für drei weitere Preise nominiert. Das National Board of Review zählte Hearat Shulayim zu den besten fünf Filmen des Jahres 2011.
Als Gewinner des Ophir Awards für den Besten Film wurde Hearat Shulayim automatisch Israels Beitrag zur Oscarverleihung 2012. Er setzte sich im Vorfeld durch und wurde 2012 für einen Oscar in der Kategorie Bester fremdsprachiger Film nominiert. Zudem erhielt er eine Nominierung für einen Independent Spirit Award für das beste Drehbuch.